# Kansas City Shuffle (sång)
Kansas City Shuffle är en låt som är gjord av jazzpianisten Bennie Moten. Den spelades in i Chicago 1926 och släpptes av skivbolaget Victor.